# Лапвесиский уезд
Лапвесиский уезд (швед. Lappvesi härad, фин. Lappeen kihlakunta) — административно-территориальная единица Выборгской губернии, затем губернии Кюми.
Центр — Вильманстранд (с XIX века в состав уезда не входил). Образован в 1783 под названием Вильманстрандского, упразднён вместе с губернией Кюми в 1996 году. Небольшая часть бывшего уезда входит в Выборгский район Ленинградской области.

## История
Образован из части земель упразднённой Кюменегорской провинции в результате губернской реформы Екатерины II. В соответствии с «Учреждениями для управления губерний», принятыми в 1775 году, Кюменегорская провинция была упразднена, и Вильманстрандский уезд, учреждённый согласно указу 1783 года «О составлении Выборгского наместничества из шести уездов, и о переименовании местечка Сердоболья городом», стал административно-территориальной единицей Выборгского наместничества, преобразованного в 1796 году в Выборгскую губернию, которая, в свою очередь, была в 1802 году переименована в Финляндскую губернию. К началу XIX века наименование «Вильманстрандский» вытесняется названием «Лапвесиский (Лаппвесиский)». После присоединения к Великому княжеству Финляндскому на основании указа 1811 года Финляндская губерния снова именовалась Выборгской. Первоначально уезд подразделялся на кирхшпили (приходы, волости) во главе с ленсманами; в составе самых больших из приходов имелись также капелланства. К 1910 году подразделялся на 7 приходов (волостей):
- Валкеала;
- Клемис;
- Лапвеси;
- Луумяки;
- Савитайпале;
- Суоменниеми;
- Тайпалсаари.

По состоянию на 1910 год площадь уезда составляла 3595,7 км², а население (на 31.12.1908) — 58 976 чел.
К 1940 году уезд подразделялся на 9 волостей (общин): 
- Валкеала;
- Коувола;
- Лаппее;
- Лауритсала;
- Леми;
- Луумяки;
- Савитайпале;
- Суоменниеми;
- Тайпалсаари.

По состоянию на 01.01.1938 площадь уезда составляла 3658,24 км², а население (на 31.12.1939) — 58 686 чел.
Согласно условиям Московского мирного договора большая часть Выборгской губернии, включая небольшую часть Лапвесиского уезда, отошла от Финляндии к СССР, вследствие чего уезд, уменьшившись по площади, стал частью вновь созданной губернии Кюми. Лапвесиский уезд упразднён в 1996 году в ходе административно-территориальной реформы в Финляндии.